# St Oswald's Bay
St Oswald's Bay är en vik i Storbritannien.   Den ligger i kommunen Dorset och riksdelen England, i den södra delen av landet, 180 km sydväst om huvudstaden London.